# Täuferhöhle
Die Täuferhöhle (auch Holensteinhöhle) liegt am südöstlichen Rand der Gemeinde Bäretswil im Zürcher Oberland im Kanton Zürich in der Schweiz. Im 16. Jahrhundert bot sie den Anhängern der Täuferbewegung Schutz.

## Lage und Beschreibung
Die Höhle liegt auf einer Höhe von 910 Metern im Wald in einem Steilhang der nordwestlichen Flanke des Allmen, oberhalb des Bäretswiler Weilers Wappenswil, unterhalb einer mächtigen, waagrecht liegenden Nagelfluhschicht, über die ein kleiner Wasserfall fliesst, der via das Holensteintobel den Bäretswiler Aabach speist.
Die Höhle ist von einem kleinen Parkplatz aus in etwa einer Viertelstunde über einen Wanderweg gut erreichbar.
Der eigentlichen Höhle vorgelagert ist links eine kleinere Höhle, die nur einige Meter tief in den Berg hinein reicht. Die grosse Höhle erstreckt sich über eine Breite von vielleicht 40 Metern, ist rund 30 Meter tief und maximal etwa 4 Meter hoch. Im vorderen Teil sind ein paar Bänke aufgestellt und eine gemauerte Feuerstelle steht zur Verfügung. Weil der Höhlenboden trocken ist, wird von Jugendgruppen und Schulklassen hin und wieder in der Höhle übernachtet.

## Geschichte
Die Höhle hat ihren Namen von den Täufern, die nach der Reformation darin Schutz suchten. Nachdem sie 1526 von der Zürcher Kantonsregierung mit dem Tod bedroht wurden, zogen sich einige von ihnen hierher zurück. Bei Grabungen kamen 1830 im Innern der Höhle Nischen mit Besteck und bemalten Kacheln zum Vorschein. Die Archäologie vermutet, es handle sich um Relikte aus der Zeit, da in der 2. Hälfte des 19. Jh. in der Höhle eine Sommerschenke betrieben wurde. Ob sich hier auch der im Oberland missionierende Mitbegründer der Zürcher Täufer Felix Manz versteckte, ist denkbar, aber nicht nachgewiesen.
Georg Schmid, Titularprofessor für allgemeine Religionsgeschichte an der Universität Zürich, nennt die Täuferhöhle ein Denkmal der Unmittelbarkeit Zürcher Oberländer Glaubens, der sich immer wieder neue Bahnen für den Menschen bricht in der Verbindung mit der Natur und in Freundschaft mit allen Dingen. Ein Denkmal auch der alten, unterdrückten spirituellen Rebellion der Provinz gegen das zürcherische Zentrum, der persönlichen Ergriffenheit gegen reglementierte Religiosität. «Der Himmel steht dem gläubigen Provinzler näher als dem weltmännisch aufgeklärten Städter.» Die Symbolkraft der Höhle reicht bis in die Gegenwart der etwa 30 freikirchlichen Zürcher Oberländer Gemeinschaften, die ein äusserstes Mass an spiritueller Eigenwilligkeit und Erwählungsbewusstsein demonstrieren und einen Eliteverband im Bedeutungsmanko der Provinz. Schmid nennt fünf Merkmale Zürcher Oberländer Spiritualität:  1. Himmelsnahe Eigenwilligkeit, 2. Praktische Lösungen in praxisnahem Glauben, 3. Wege durch Erniedrigung zur Erhöhung, 4. Spiegelung des Unendlichen im Kleinsten, 5. Viele Erwartungen an die Kirche, ohne genau zu wissen, was.

## Entstehung
Mergelige Schichten im Innern und an der Rückwand geben Hinweise auf die Entstehungsgeschichte: relativ wei ches, mergeliges Material unter der harten Nagelfluhbank wurde durch Wasser ausgewaschen. Die Entstehung der Höhle ist Würm- (allenfalls Riss-) eiszeitlichen Schmelzwassern zuzuschreiben. Auf der dem Nährgebiet des Linthgletschers zugewandten Südseite des Allmen und seinem Rücken zur Ferenwaldsberg-Höhe drangen sie über Nagelfluh-Klüfte in seinen Untergrund ein. Den Gesteinsspalten folgend, traten sie auf der West-Nordwestseite aus und bildeten bei der heutigen Höhlenmündung eine Flussquelle. Der tiefe, V-förmige Einschnitt des Holensteintobels unterhalb der Höhle ist mit der grossen, eiszeitlichen Abflussmenge des Ur-Holensteinbaches zu erklären. Dem Rinnsal, das aktuell über den Höhlengubel in die Tiefe fällt, fehlt diese Erosionskraft.

## Galerie

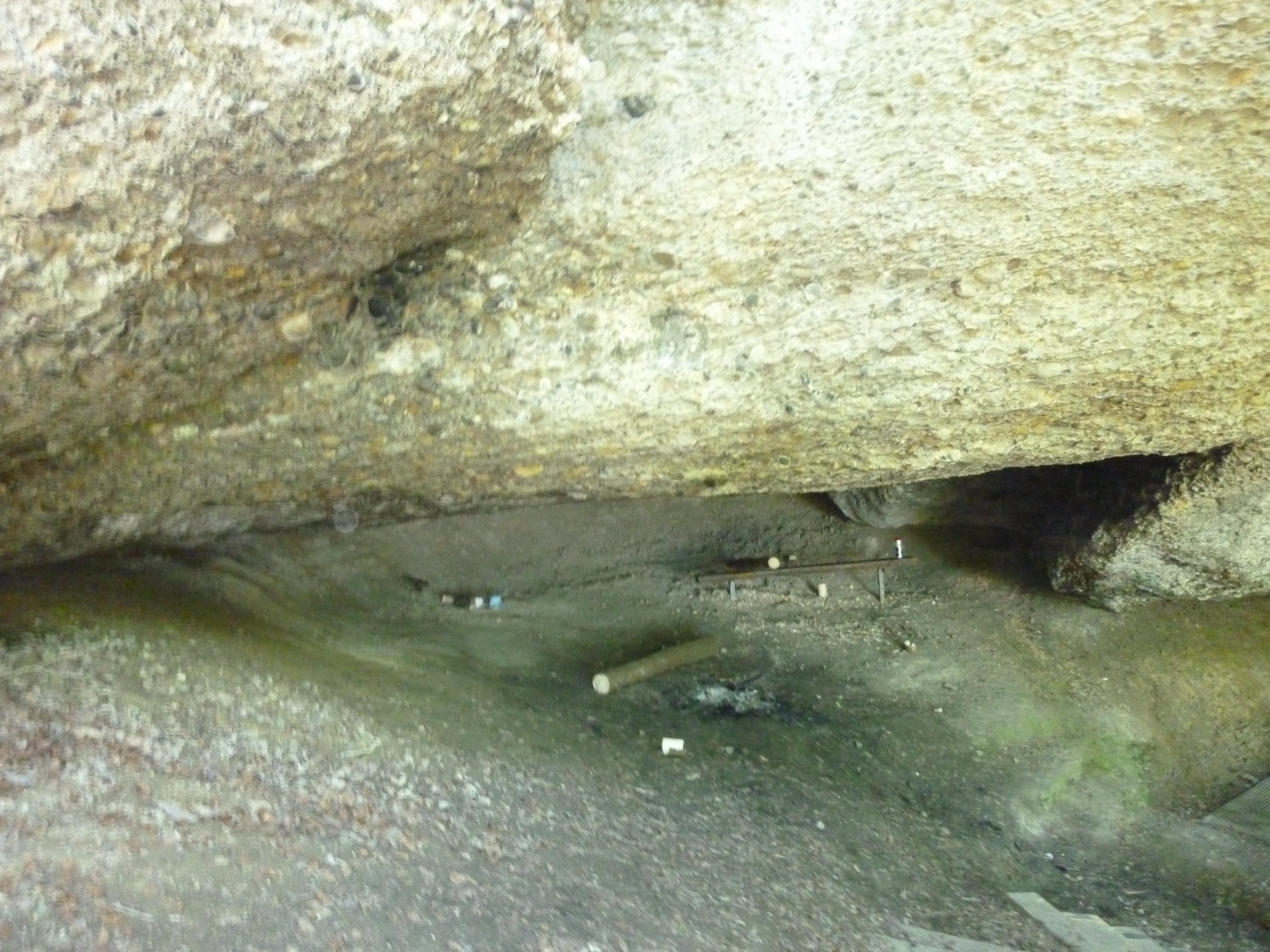
Vorhöhle
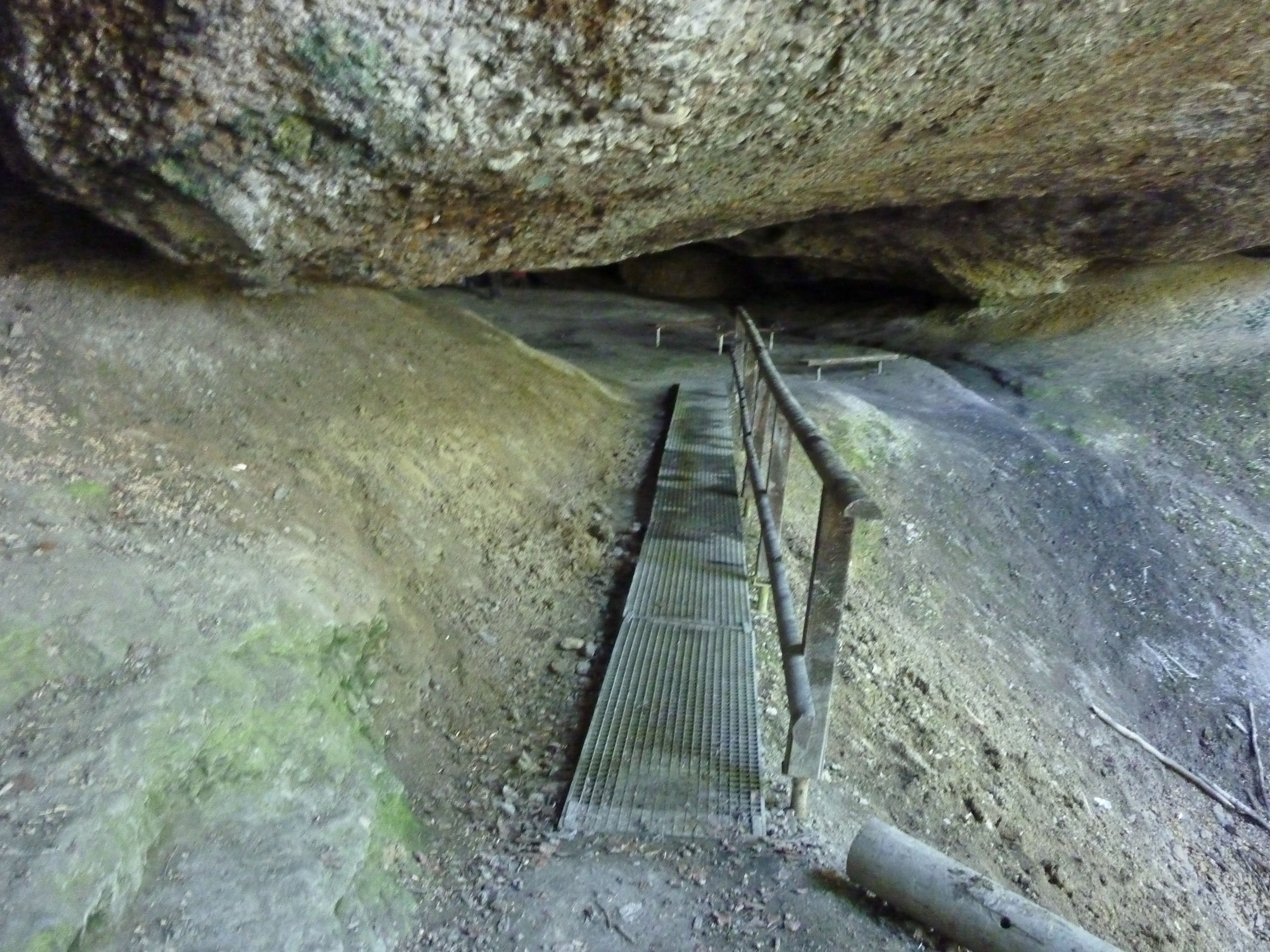
Zugang